# 运气海芋
运气海芋（学名：[Alocasia yunqiana] 错误：{{Lang}}：文本有斜体标记（帮助）），一种于中国云南省西南部盈江县铜壁关自然保护区发现的草本植物，隶属于天南星科海芋属。种小名源自杭州运气创意文化有限公司组织的“运气艺术节”，以感谢其对本次研究的资助。

## 特征
运气海芋是一种高大粗壮的草本植物，高约2.0米。茎直立到横卧，无分枝；未观察到匍匐茎。茎尖的叶数枚到多丛；叶柄长1.0米；叶柄上的低出叶厚膜质，绿色；叶片盾形，心形箭头形到心形卵圆形，120-100厘米，干燥时暗绿色和黄绿色，平滑，两面有光泽，先端短渐尖；每侧的主侧脉9-12；间主脉（interprimary veins）形成清晰的间主集合脉（interprimary collecting  veins）。花1-3朵，生于叶腋，套入膜状低出叶；花序梗圆柱形，长65.0厘米，绿色；佛焰苞长达25.0厘米，通过一个收缩部分分为筒部和檐部，开花时稍有白粉至有光泽；佛焰苞筒部椭圆形，亮绿色；佛焰苞檐部长舟形，弯曲，长20.0-25.0厘米，绿色，在基部强烈脱帽状下垂，先端短渐尖；肉穗花序被佛焰苞包围，短柄；雌花区1.0-2.0×约1.5厘米，圆柱形；子房成熟时黄绿色；柱头无梗，不明显3浅裂，淡黄色；中性花（不育花）区与附属器细小，收缩，长度2.0-3.0厘米，直径0.7-1.2厘米，长度约为雄性花区的1/2且比雄性花区薄；同雄二型（synandroidia dimorphic），基部中性花呈不规则状，雌花期呈绿色，雄花期后为传粉者幼虫提供食物来源，细长菱形至六边形，中性花二端间隙白色；雄花区近圆柱形到桶形，中间稍膨大，4.5-6.0×2.0-2.7厘米，象牙色到浅黄色；聚药（synandrium）菱形至六边形，由于盖形成联合体而顶部凸出；附属物短圆锥形，长至1.5厘米，比雄花区短得多，薄得多，象牙色到淡黄色。